# Eleodes extricata
Eleodes extricata es una especie de escarabajo del género Eleodes, tribu Amphidorini, familia Tenebrionidae. Fue descrita científicamente por Say en 1824.
Se mantiene activa durante todos los meses del año excepto en diciembre.

## Descripción
Mide 15,4-33,3 milímetros de longitud.

## Distribución
Se distribuye por Canadá, México y Estados Unidos.